# Grandes Éxitos (álbum de Carlos Baute)
Grandes Éxitos es el primer disco recopilatorio del cantante y compositor venezolano Carlos Baute. Fue lanzado al mercado en 2006, y además de 16 de las canciones más conocidas de su trayectoria, incluía dos temas inéditos:  "Estás hecha para mí" y "Vivo enamorado".

## Listado de canciones

### Edición estándar
| EDICIÓN ESTÁNDAR |                               |
| Mundo            |                               |
| 1                | "Estás hecha para mi"         |
| 2                | "Vivo Enamorado"              |
| 3                | "Te regalo"                   |
| 4                | "Se que te mentí"             |
| 5                | "Quien dice que no duele"     |
| 6                | "Mal de Amor"                 |
| 7                | "Peligroso"                   |
| 8                | "Me Enseñaste"                |
| 9                | "Lo que tú quieres yo quiero" |
| 10               | "Chiki Chiki"                 |
| 11               | "Esperándote"                 |
| 12               | "Amar a dos"                  |
| 13               | "Dame de eso"                 |
| 14               | "Angelito"                    |
| 15               | "Resumiendo"                  |
| 16               | "Te quise olvidar"            |
| 17               | "Mueve mueve"                 |
| 18               | "Mi medicina"                 |